# Hommershausen
Hommershausen is een plaats in de Duitse gemeente Frankenberg, deelstaat Hessen, en telt 160 inwoners (2007).